# كأس رئيس الاتحاد الآسيوي 2009
كأس رئيس الاتحاد الآسيوي 2009 هو موسم من كأس رئيس الاتحاد الآسيوي. فاز فيه ريغار-تاداز تورسونزاده.